# 張永 (景泰進士)
張永（1423年—？年），字邵齡，四川順慶府南充縣人，民籍，治《詩經》。

## 生平
二月十三日生，行四，由國子生中式四川鄉試第三十六名舉人，會試中式第三十四名。年二十九歲中式景泰二年辛未科第二甲第十名進士。

## 家族
曾祖張汝舟；祖張友諒；父張琚，前兵馬副指揮；前母胡氏；楊氏。永感下，妻楊氏，兄魯成；自成；思明，弟惖。